# Мартин Волков
Мартин Волков (пол. Martin Wołkow; 1892-1972) — український громадсько-політичний діяч білоруського походження, старшина армії УНР, вчитель, православний священик, депутат Сейму 4-го та 5-го скликань Польської Республіки (1918—1939).

## Життєпис
Був головою Окружної Управи та членом Головної Ради Волинського Українського об'єднання. Активно брав участь у Товаристві наукових викладів імені Петра Могили.
Упродовж тривалого часу працював учителем у місті Колки Луцького повіту. У 1923 році служив священником у селах Сілець і Бережниця Сарненського повіту. Згодом оселився в Сарнах, де став одним із засновників місцевої «Просвіти» та «Просвітянських хат».
Мартин виступав за українізацію Православної церкви, її очищення від впливу московської традиції, а також порушував питання сектантства. Саме він першим на Сарненщині почав проводити Богослужіння українською мовою. За свою діяльність зазнавав утисків з боку польської влади. Від 1935 року отець Мартин Волков очолив Почаєво-Богородичний храм у Сарнах, став благочинним округи й активно захищав позиції українського православ'я.
У 1935 році став депутатом парламенту від 58 округу. Мартин Волков порівняв події 1938 р. з переслідуваннями православних у XVII ст.. Він висунув вимогу створити спеціальну соймову комісію для повного дослідження справ Православної Церкви у Польщі.
З початком Другої світової війни виїхав до Варшави, згодом до Кракова, де був священиком.
Похований на Раковицькому цвинтарі у Кракові.